# 中村四郎 (運輸官僚)
中村 四郎（なかむら しろう、1924年9月8日 - 2005年2月1日）は、日本の運輸官僚。帝都高速度交通営団総裁を務めた。

## 来歴・人物
埼玉県出身。1947年に東京大学法学部政治学科を卒業し、同年に運輸省に入省した。1976年に自動車局長に就任し、1978年に官房長に就任し、1979年から1982年までに運輸事務次官を務めた。1983年に帝都高速度交通営団副総裁に就任し、1986年から1991年までに総裁を務め、東京地下鉄名誉顧問も務めた。
2005年2月1日、肺気腫のために死去。80歳没。